# American Falls (Idaho)
American Falls is een plaats (city) in de Amerikaanse staat Idaho, en valt bestuurlijk gezien onder Power County.

## Demografie
Bij de volkstelling in 2000 werd het aantal inwoners vastgesteld op 4111.
In 2006 is het aantal inwoners door het United States Census Bureau geschat op 4225, een stijging van 114 (2,8%).

## Geografie
Volgens het United States Census Bureau beslaat de plaats een oppervlakte van
4,0 km², geheel bestaande uit land. American Falls ligt op ongeveer 1447 m boven zeeniveau.

## Plaatsen in de nabije omgeving
De onderstaande figuur toont nabijgelegen plaatsen in een straal van 36 km rond American Falls.